# Пам'ятник Тарасові Шевченку (Чернігів)
Чернігівський пам'ятник Тарасові Шевченку — пам'ятник великому українському поетові і мислителю Тарасові Григоровичу Шевченку, встановлений у обласному центрі місті Чернігові.
Розташований в історичному осередді Чернігова, звідки місто починалось, і де стояла фортеця, — на Валу у сучасному Центральному парку культури і відпочинку імені М. М. Коцюбинського, є частиною Національного архітектурно-історичного заповідника «Чернігів стародавній».
Автор пам'ятника — Народний художник України (1992), лауреат Національної премії України імені Тараса Шевченка (2000) Володимир Андрійович Чепелик.

## З історії пам'ятників міста
Чернігів і Тараса Шевченка пов'язує кількаразове перебування поета в місті, зокрема і на гостині у приятеля Андрія Лизогуба у чернігівській родовій садибі Лизогубів. Уперше Шевченко проїжджав через Чернігів у травні 1843 року, прямуючи з Петербурга в Україну.
Перший пам'ятник Шевченкові в Чернігові був типово радянським — бетонна статуя немолодого поета (у рамках традиційної іконографії Шевченка) заввишки 2,5 м на оштукатуреному постаменті, встановили його в 1950 році на в'їзді до міста з Седнева. У зв'язку із масштабним будівництвом у північній частині Чернігова у 1960-х роках і відверто невдалим розташуванням «чернігівського Кобзаря» відносно далеко від середмістя, в 1964 році з нагоди 150-річчя від народження Тараса Шевченка, пам'ятник перенесли у Центральний парк культури і відпочинку, розгорнувши його обличчям до Десни.
Із незалежністю України (1991) у Чернігові постало питання про заміну існуючого пам'ятника Тарасові Шевченку, що був зразком радянської провінційності. Відтак, у вересні 1992 року на тому самому місці відкрили абсолютно новий за формами і концепцією монумент Кобзареві. Він став на той час унікальним для України і лишається одним з небагатьох на тепер, який зображує Тараса Шевченка в молодому віці — орієнтуючись на його вигляд у 33 роки, під час перебування в Прилуках. Авторові Володимиру Чепелику вдалося передати не лише традиційну «шевченківську» задуму, а й тонку артистичну натуру митця — поет сидить на краю лавиці, лівицею притримуючи теку, ліворуч від поета — на лавці звішується поетів плащ. Скульптурну композицію встановлено на прямокутний постамент сірого кольору, лицева сторона якої з правого боку доповнена чорною табличкою з Шевченкіським автографом.

## Галерея

Загальний вид пам'ятника
Скульптура поета
Фрагмент скульптури
Пам'ятник (ракурс)
Пам'ятник взимку